# Jens Quistgaard
Jens Harald Quistgaard, född 1919, död 2008, var en dansk designer.
Quistgaard har formgivit en mängd bruksföremål i olika material, såsom grytor, fat, ljusstakar och serviser. Han var mellan 1954 och 1984 en av de drivande krafterna bakom det amerikanska företaget Dansk International Designs. Han är flerfaldigt prisbelönad, bland annat tilldelades han Lunningpriset 1954. Quistgaard finns representerad vid bland annat Nationalmuseum i Stockholm.